# Kazalnica (Dolina Brzoskwinki)
Kazalnica – skała w lewych zboczach Doliny Brzoskwinki w miejscowości Chrosna w województwie małopolskim, w powiecie krakowskim, w gminie Liszki. Pod względem geograficznym znajduje się na Garbie Tenczyńskim (część Wyżyny Krakowsko-Częstochowskiej) w obrębie Tenczyńskiego Parku Krajobrazowego.
Kazalnica to wysoka skała tuż po prawej stronie skały Kanion (patrząc od dna doliny). Pomiędzy nimi znajduje się ciasny kanion. Obydwie skały znajdują się wśród drzew u podnóża zbocza na terenie prywatnym. Wspinaczka na nich wymaga zgody właściciela. Kazalnica ma wysokość 6-18 m, pionowe lub przewieszone ściany z filarami, kominami i zacięciami. Przez wspinaczy opisywana jest jako Kocioł Kazalnicy I, Kocioł Kazalnicy II, Kazalnica I, Kazalnica II, Kazalnica III, Kazalnica IV, Kazalnica V. Są na niej 33 drogi wspinaczkowe o trudności od III do VI.4+ w skali Kurtyki. Większość z nich ma zamontowane stałe punkty asekuracyjne: ringi (r) i stanowiska zjazdowe (st) lub ringi zjazdowe (rz).

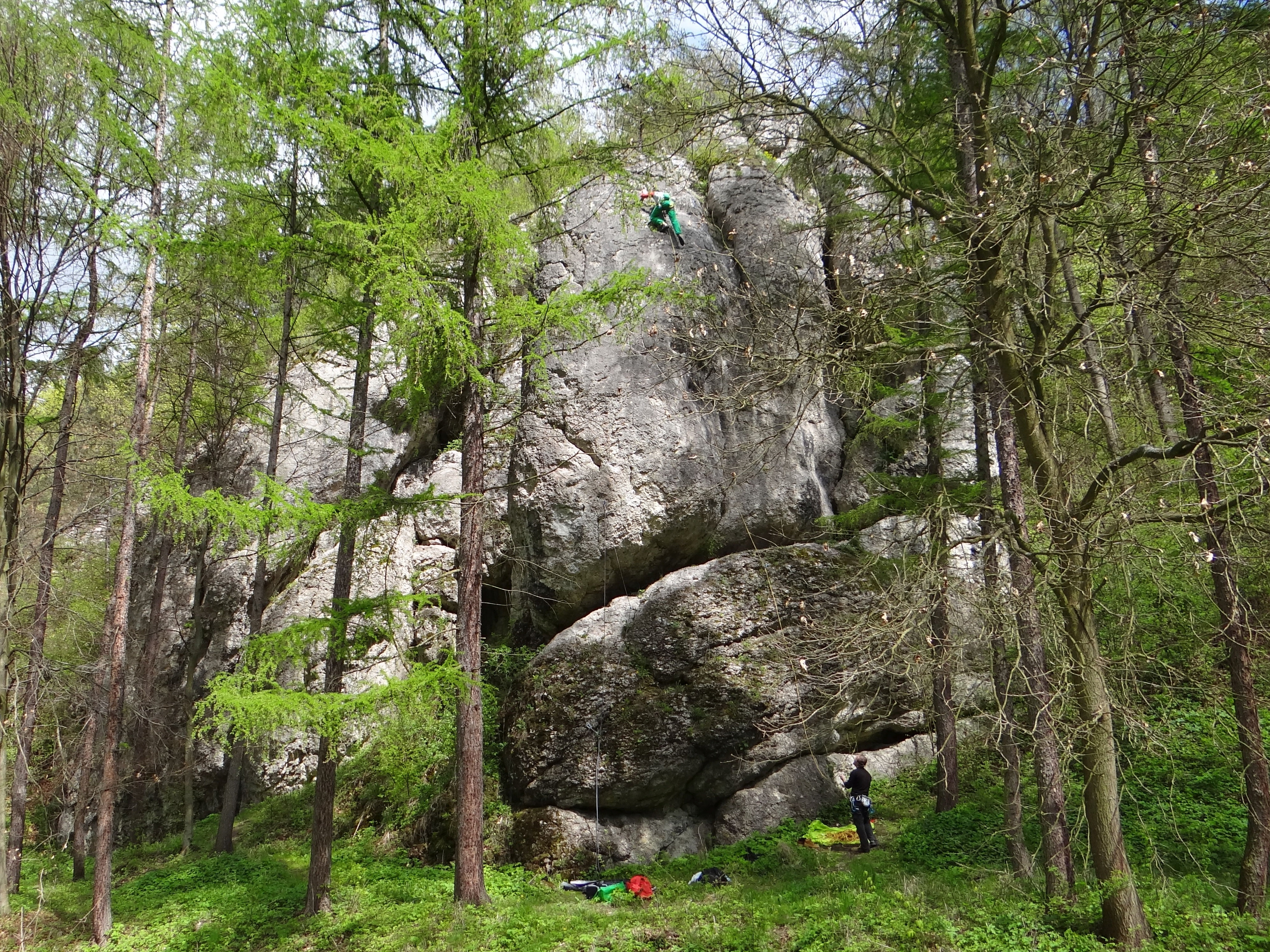
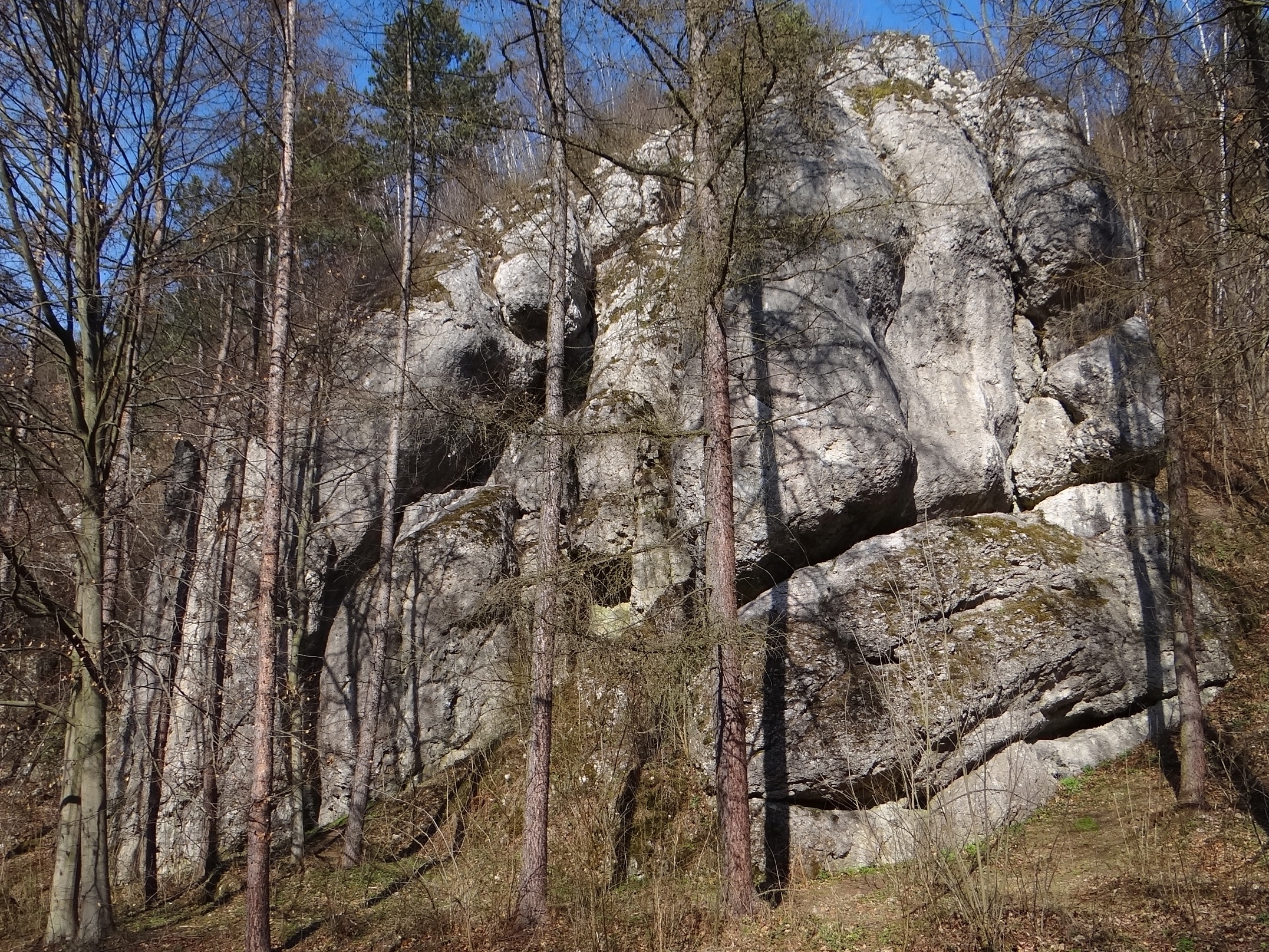
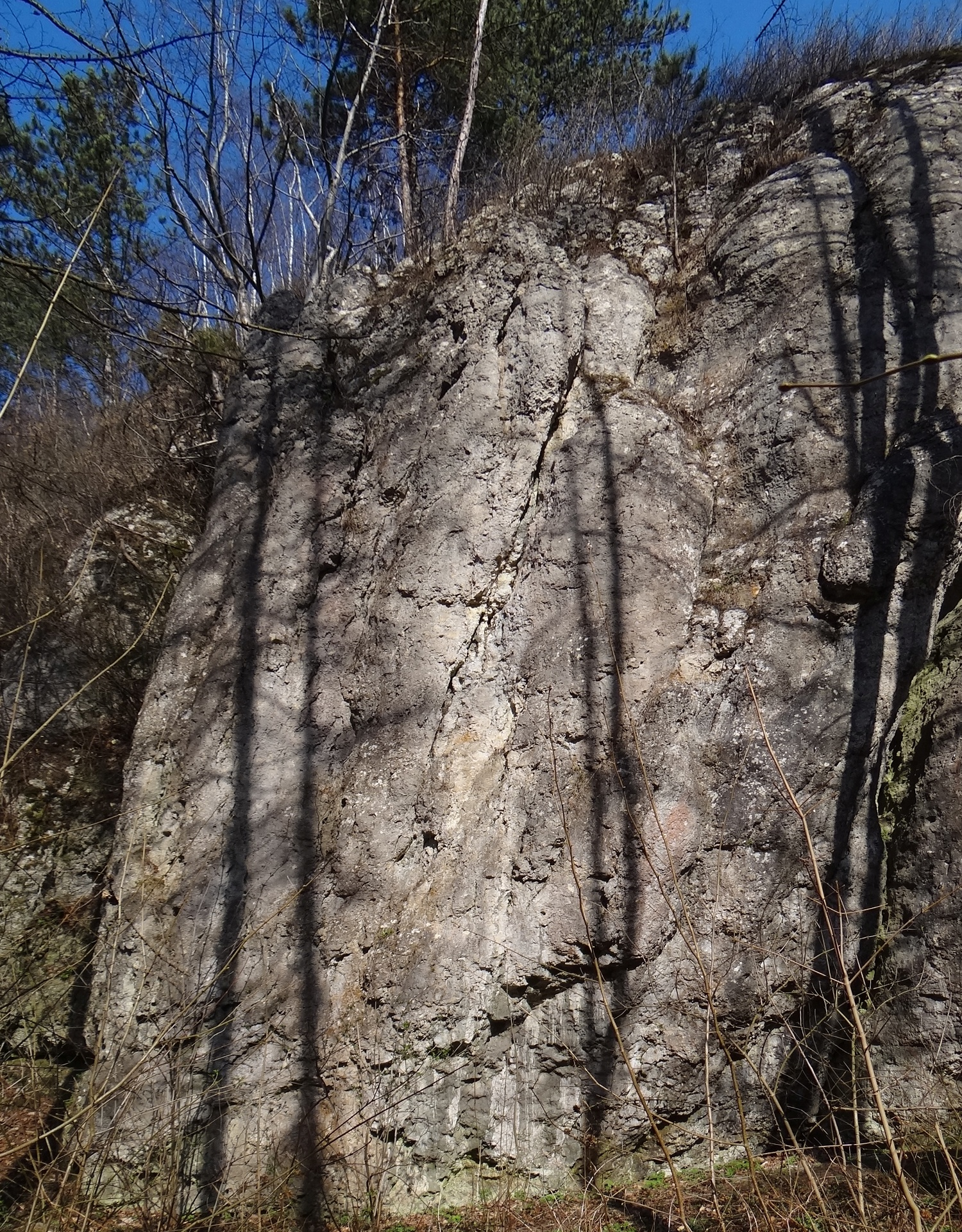
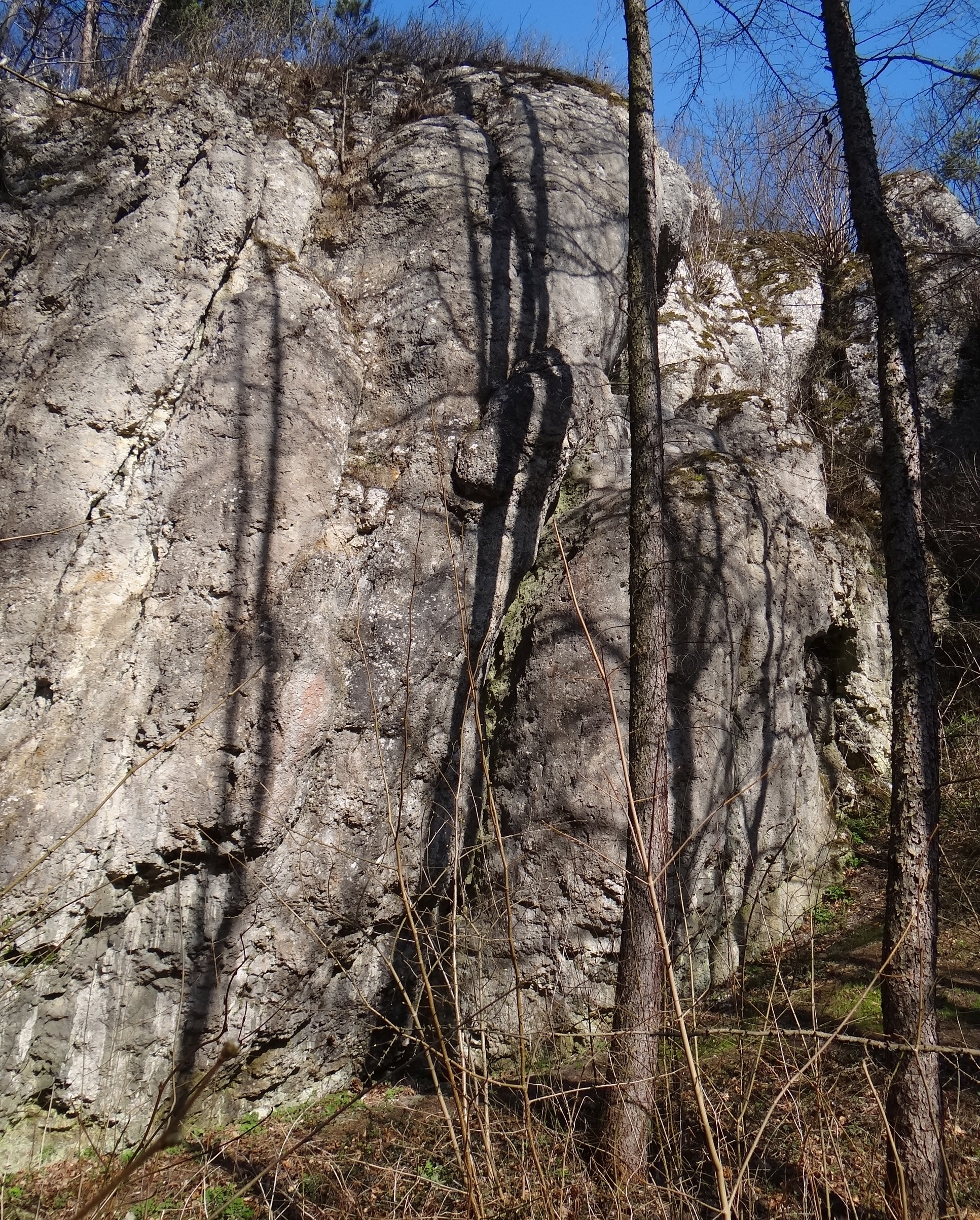
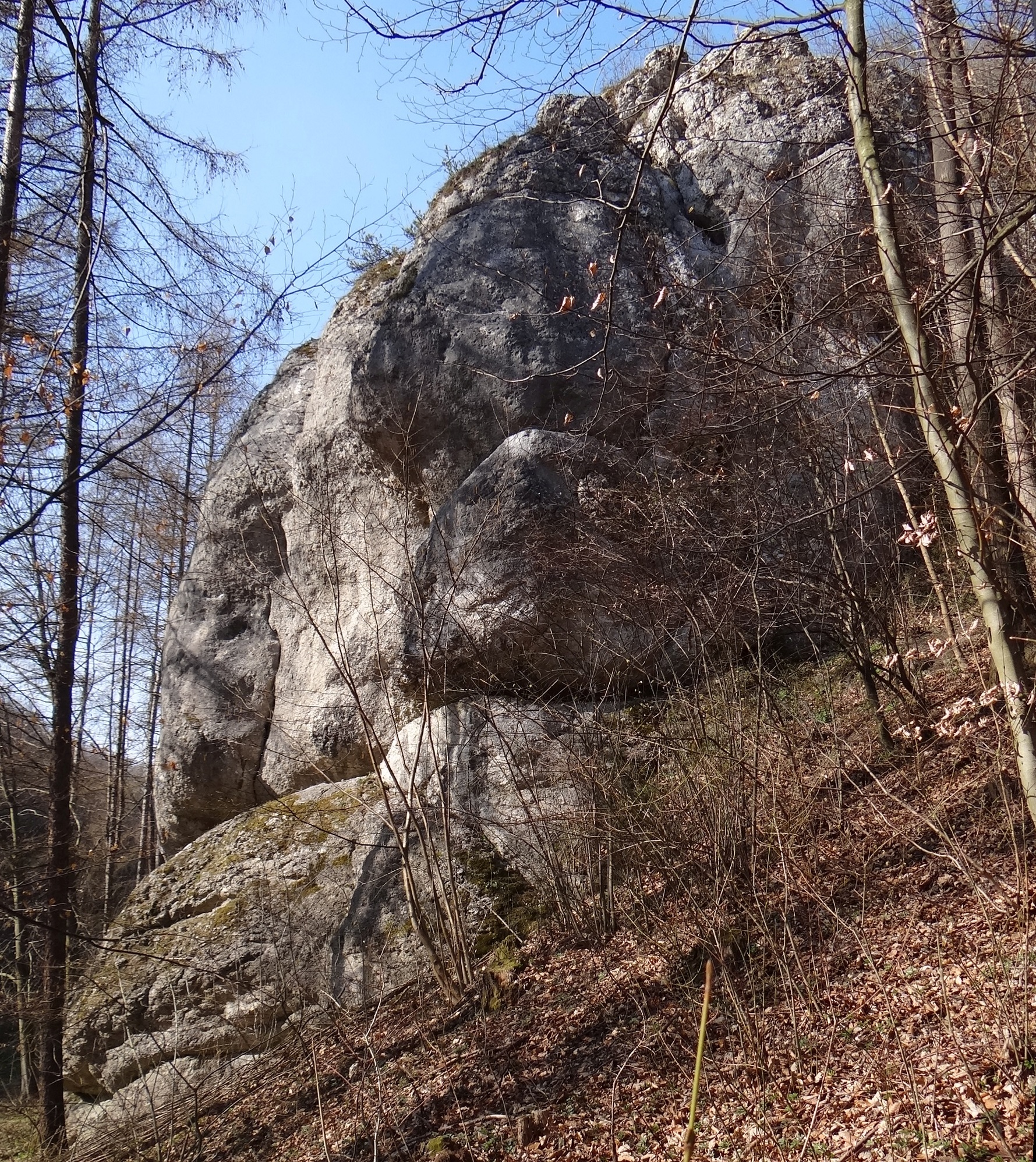

## Drogi wspinaczkowe
Kocioł Kazalnicy I
1. Ziemia-ziemia; 8r + st, VI.2+, 17 m
2. Ziemia-powietrze; 8r + st, VI.3+, 17 m

Kocioł Kazalnicy II
1. Sprężyna; st, VI-, 8 m
2. Fat Man; 3r + st, VI.2, 8 m
3. Bockscar; 3r + st, VI.2, 8 m
4. Little Boy; 3r + st, VI.2+, 8 m
5. Enola Gay; 3r + st, VI.1+, 8 m
6. Projekt Manhattan; 5r + 2st, VI.4+, 9 m
7. Łańcuchówka; 4r + st, VI.2+, 9 m

Kazalnica I
1. Bobon; IV+, 15 m
2. Świętokradztwo; 6r + st, VI.1, 15 m
3. ZyZyZy; 6r + st, VI.3, 15 m
4. Filar Kazalnicy; 6r + st, VI.1+, 16 m

Kazalnica II
1. Beatyfikacja; 8r + st, VI.1+, 16 m
2. Nieprawość; 9r + st, VI.1, 16 m
3. Kazanie na górze; 9r + st, VI.1+, 16 m
4. Minimalista; 9r + st, VI.1, 16 m
5. Tibidabo; 8r + st, VI.4+, 16 m
6. Znajomy z Wyoming; 8r + st, VI+, 16 m
7. Przez kompresor; 8r + rz, VI.4, 16 m

Kazalnica III
1. Cichociemni; 7r + st, VI.2, 16 m
2. Almeria; 7r + st, VI.3+, 16 m
3. Franz Czkafka; 7r + st, VI.4, 16 m
4. Zabobon; st, V+ , 15 m
5. Przedwojenny komin; IV+, 15 m

Kazalnica IV
1. Przedwojenny komin; st, IV+, 15 m
2. Otwornica; 5r + st, VI+, 13 m
3. Filarek żuczka; 7r + st, VI.1+, 13 m
4. A-A-A; 4r + st, VI.1, 12 m
5. Kotki dwa; 6r + st, VI, 12 m

Kazalnica V
1. Lewe szaro bure obydwa; IV+, 11 m
2. Prawe szaro bure obydwa; III, 10 m
3. Mania; V+, 8 m[3].